# George Jackson (Aktivist)
George Jackson (* 23. September 1941 in Chicago, Illinois; † 21. August 1971 im San Quentin State Prison, Kalifornien) war ein US-amerikanischer militanter Aktivist der Black Panther Party und ein verurteilter Krimineller. Während einer langjährigen Haftstrafe politisierte er sich und studierte. Er wurde durch seine sozialrevolutionären Schriften, in denen er für einen gewaltsamen Umsturz plädierte, weltweit bekannt.

## Leben
Jackson war das zweite von fünf Kindern von Lester und Georgia Bea Jackson. Er wurde wegen mehrerer Straftaten wie bewaffneten Raubüberfalls, Körperverletzung und Einbruchs zu Jugendgefängnisstrafen verurteilt. Am 1. Februar 1961 wurde er wegen bewaffneten Raubüberfalls auf eine Tankstelle zu einer Haftstrafe zwischen einem Jahr und lebenslang verurteilt, sodass eine Entlassung frühestens nach einem Jahr erfolgen konnte, die Haftzeit aber auch tatsächlich lebenslang sein kann, abhängig vom Verhalten des Verurteilten im Gefängnis. Während seiner Zeit im San Quentin State Prison beging er weitere Straftaten gegenüber Gefängniswärtern und Mitgefangenen, wodurch sich seine Haftzeit verlängerte.
Zusammen mit einem Freund gründete er 1966 die Black Guerrilla Family, eine Bande, die auch außerhalb des Gefängnisses tätig war. Am 13. Januar 1970 wurde er gemeinsam mit Fleeta Drumgo und John Clutchette für den Mord an einem Wärter im Gefängnis in Soledad angeklagt. Er und die beiden anderen Inhaftierten wurden als die Soledad Brothers („Soledad-Brüder“) bekannt.
Am 7. August 1970 stürmte George Jacksons 17-jähriger Bruder Jonathan mit einer automatischen Waffe und der Absicht, seinen Bruder, Drumgo und Clutchette zu befreien, in einen Gerichtssaal in Marin County, Kalifornien. Jonathan Jackson stattete die drei anwesenden Häftlinge James McClain, William Christmas und Ruchell Magee mit Schusswaffen aus. Der Richter Harold Haley und drei Mitglieder der Jury wurden als Geisel genommen. Haley, Jonathan Jackson sowie die Gefangenen William Christmas und James McClain wurden bei der Flucht vor dem Gerichtsgebäude getötet. Der Fall wurde international bekannt. Jonathan Jacksons Waffe war auf Angela Davis zugelassen, weswegen sie vom FBI auf die Liste der Ten Most Wanted gesetzt wurde.
Jackson und die beiden anderen Soledad Brothers wurden im Sommer 1971 in den Hochsicherheitstrakt des San Quentin State Prison verbracht. Jackson, der 23 Stunden täglich in Isolationshaft saß, studierte politische Ökonomie und schrieb die Bücher Blood in My Eye und Soledad Brother, die Bestseller wurden und ihm weltweite Aufmerksamkeit bescherten.
Am 21. August 1971, drei Tage vor seiner Gerichtsverhandlung, wurde Jackson während eines Fluchtversuchs im Gefolge eines Gefangenenaufstands auf dem Gefängnishof des San-Quentin-Gefängnisses niedergeschossen. Bewaffnet mit einer halbautomatischen Astra-9-mm-Pistole hatte Jackson mit anderen Häftlingen die Wärter Sergeant Jere Graham, Officer Frank DeLeon und Officer Paul Krasnes getötet. Zwei weitere Wärter, denen die Kehlen durchgeschnitten worden waren, konnten gerettet werden. Auch zwei weiße Häftlinge starben. Sie wurden gefesselt und dann erstochen.
Jacksons Anwalt Stephen Bingham wurde beschuldigt, die Waffe bei einem Gefängnisbesuch am 21. August 1971 ins Gefängnis geschmuggelt zu haben, woraufhin er untertauchte und 13 Jahre unter falschem Namen in Europa lebte. 1984 kehrte er in die USA zurück und wurde 1986 nach einem dreimonatigen Prozess freigesprochen.

## Wirkung und Trivia
- Stanley Williams widmete Jackson posthum sein Buch Life in Prison (dt. „Leben im Gefängnis“). Dies war für Gouverneur Arnold Schwarzenegger unter anderem ein Grund, Williams’ Begnadigung abzulehnen.[4]
- Gemäß seinem Wunsch wurden zu Jacksons Begräbnis Schusswaffen statt Blumen gebracht.
- Über Martin Luther Kings Thesen sagte er: “The concept of nonviolence is a false ideal.” (dt. „Das Konzept der Gewaltlosigkeit ist ein falsches Ideal.“)[5]
- Bob Dylan schrieb den Song George Jackson[6] über ihn.
- Auf ihrer CD African Holocaust von 2004 der britischen Reggaeband Steel Pulse handeln die beiden Titel George Jackson und Uncle George von George Jackson.
- Jackson diente der nach seinem Tod gegründeten George Jackson Brigade, einer Gruppierung, die für zahlreiche Bombenanschläge und Banküberfälle verantwortlich war, als Namensgeber.
- Die Soledad Brothers waren Namensgeber für eine gleichnamige 1998 gegründete Blues-Rock-Band.
- Ein RAF-Kommando, das 1985 einen Sprengstoffanschlag auf die Rhein-Main Air Base verübte, bei dem es zwei Tote gab, trug seinen Namen.
- Archie Shepp widmete Jackson das Stück Blues for Brother George Jackson auf seiner LP Attica Blues von 1972.

## Schriften
- Soledad Brother: The Prison Letters of George Jackson. New York: Coward-McCann, 1970. Neuausgabe 1994, ISBN 1-55652-230-4.
- Blood In My Eye. 1972. Neuausgabe 1990, ISBN 0-933121-23-7.